# Heinrich Gebhardt (Altphilologe)
Heinrich Christian Friedrich Gebhardt (latinisiert Henricus Christianus Fridericus Gebhardt; * 2. Februar 1798 in Hof (Saale); † 31. Mai 1868 ebenda) war ein deutscher  Altphilologe, Gymnasiallehrer und Politiker. Er war Mitglied der Frankfurter Nationalversammlung.

## Leben
Heinrich Gebhardt studierte evangelische Theologie und Altphilologie an der Friedrich-Alexander-Universität Erlangen. Dort war er Renonce der Landsmannschaft der Bayreuther. 1817 schloss er sich der Alten Erlanger Burschenschaft an. 1823 wurde er zum Dr. phil. promoviert.
Im Paulskirchenparlament von 1848 war er Abgeordneter für den Wahlkreis Oberfranken. Er blieb fraktionslos.
Er war ab 1853 Gymnasialdirektor in Hof und wurde Gymnasialprofessor. Mehrfach war er Synodaler in Bayreuth und Ansbach.

## Werke
- Zur frohen Feier des fünf- und zwanzigjährigen Regierungs-Jubiläums Sr. Majestät unsers allergnädigsten Königs Maximilian Joseph. Curia Regnitiana 1824.
- Einige Bemerkungen über den Unterricht in der Geographie. Hof 1825.
- Ueber die Trochäen im teutschen Hexameter. Hof 1829.
- Observationes criticae in Ciceronis Brutum. Curia Regnitiana 1834.
- Observationes criticae in Ciceronis orationes de lege agraria, 1. Hof 1839.
- Observationes criticae in Ciceronis orationes de lege agraria, 2. Hof 1844.
- Carmen saeculare ad Gymnasium Alberto-Maximilianeum ante hos trecentos annos inauguratum. Curia Regnitiana 1846.
- Actus solennes in gymnasio regio Curiensi. Curia Regnitiana 1851.
- Kurze Geschichte der Gymnasialgebäude in Hof. Hof 1867.